# Championnat de France de hockey sur glace D3
Cet article concerne le championnat de France de 3e niveau, appelé Division 2. Pour la Division 3, voir Championnat de France de hockey sur glace D4.
La Division 2 est le nom actuel du troisième échelon du championnat de France de hockey sur glace, créé lors de la saison 1972-1973, derrière la Division 1 et la ligue Magnus.
Nommé « 2e série » de 1973 à 1978, le championnat prend le nom de « Nationale C » de 1978 à 1985, de « Nationale 3 » de 1985 à 1986, de « Nationale 2 » de 1986 à 1990, de « Division 2 » de 1990 à 1992, de « Division 3 » de 1992 à 1994, de « Nationale 2 » de 1994 à 1995, de « Division 2 », de 1995 à 1996, de « Nationale 2 » de 1996 à 2001 avant d'être rebaptisé « Division 2 » en 2001.
Il se déroule en deux phases : une phase appelée saison régulière où chaque équipe s'affronte en match aller et retour et une phase finale de séries éliminatoires appelée playoffs regroupant les huit meilleures équipes de la saison régulière des deux poules, se jouant à élimination directe, la finale se disputant sur une manche sèche. Les deux derniers des deux poules sont relégués en Division 3 et sont remplacés par les 2 équipes classées premières des deux poules de la Division 3 à l'issue des playoffs.
La Division 2 compte au début de saison 2013-2014 dix huit équipes engagées réparties en deux poules de neuf. Les champions accèdent au niveau supérieur ainsi que les vice-champion de France Division 2.

## Joueurs deLNHayant joué en D2
- Michel Galarneau (à Brest)
- Jean-Marc Gaulin (à Lyon)
- Denis Duperé (à Club des patineurs lyonnais 2) (1981-82) (Nationale C) (était entraineur du CPL 1 en nationale A)

## Historique
Le championnat de France de hockey sur glace est créé en 1906. Un second échelon est créé en 1931 qui prend le nom de 2e série. Une 3e série est organisé en 1934 et 1935.
Le 3e niveau du championnat est définitivement créé en 1973, quand la 1re série est subdivisé en une Nationale A et une Nationale B.

## Palmarès
| Année     | Champion                           | Finaliste                      |
| --------- | ---------------------------------- | ------------------------------ |
| 1972-1973 | Brûleurs de loups de Grenoble (1)  |                                |
| 1973-1974 | Français volants de Paris (1)      |                                |
| 1974-1975 | Mammouths de Tours (1)             |                                |
| 1975-1976 | Mammouths de Tours II (1)          |                                |
| 1976-1977 | Les Houches (1)                    |                                |
| 1977-1978 | Brûleurs de loups de Grenoble (2)  |                                |
| 1978-1979 | Épinal (1)                         |                                |
| 1979-1980 | Pralognan-la-Vanoise (1)           |                                |
| 1980-1981 | Nîmes (1)                          |                                |
| 1981-1982 | Français volants de Paris (2)      |                                |
| 1982-1983 | Viry II (1)                        |                                |
| 1983-1984 | Nice Hockey Club (1)               | Renards d'Orléans              |
| 1984-1985 | Bordeaux hockey club (1)           | Français volants de Paris II   |
| 1985-1986 | Épinal (2)                         | Pingouins de Morzine-Avoriaz   |
| 1986-1987 | Clermont-Auvergne Hockey Club (1)  | Pingouins de Morzine-Avoriaz   |
| 1987-1988 | Ducs de Dijon (1)                  | CP Lyon                        |
| 1988-1989 | CP Lyon (1)                        | Deuil-la-Barre                 |
| 1989-1990 | Pingouins de Morzine-Avoriaz (1)   | Anges du Vésinet               |
| 1990-1991 | Diables rouges de Valenciennes (1) | Anges du Vésinet               |
| 1991-1992 | Chevaliers du lac d'Annecy (1)     | Pingouins de Morzine-Avoriaz   |
| 1992-1993 | Aquitains de Bordeaux (1)          | Mammouths de Tours             |
| 1993-1994 | Diables rouges de Briançon (1)     | Dogs de Cholet                 |
| 1994-1995 | Diables rouges de Briançon (2)     | Étoile noire de Strasbourg     |
| 1995-1996 | Pingouins de Morzine-Avoriaz (2)   | Diables rouges de Valenciennes |
| 1996-1997 | Dogs de Cholet (1)                 | Anges du Vésinet               |
| 1997-1998 | Bélougas de Toulouse-Blagnac (1)   | Diables noirs de Tours         |
| 1998-1999 | Albatros de Brest (1)              | Castors d'Asnières             |
| 1999-2000 | Ducs de Dijon (2)                  | Pingouins de Morzine-Avoriaz   |
| 2000-2001 | Séquanes de Besançon (1)           | Castors d'Asnières             |
| 2001-2002 | Albatros de Brest (2)              | Castors d'Asnières             |
| 2002-2003 | Castors d'Avignon (1)              | Drakkars de Caen               |
| 2003-2004 | Vipers de Montpellier (1)          | Bélougas de Toulouse-Blagnac   |
| 2004-2005 | Chevaliers du lac d'Annecy (2)     | Jets de Viry-Châtillon         |
| 2005-2006 | Diables noirs de Tours (1)         | Boxers de Bordeaux             |
| 2006-2007 | Lions de Belfort (1)               | Albatros de Brest              |
| 2007-2008 | Aigles de Nice (2)                 | Lions de Lyon                  |
| 2008-2009 | Albatros de Brest (3)              | Scorpions de Mulhouse          |
| 2009-2010 | Orques d'Anglet (1)                | Bélougas de Toulouse-Blagnac   |
| 2010-2011 | Corsaires de Dunkerque (1)         | Lions de Lyon                  |
| 2011-2012 | Chevaliers du lac d'Annecy (3)     | Galaxians d'Amnéville          |
| 2012-2013 | Dogs de Cholet (2)                 | Corsaires de Nantes            |
| 2013-2014 | Bélougas de Toulouse (2)           | Remparts de Tours              |
| 2014-2015 | Bouquetins de Val-Vanoise (1)      | Aigles de La Roche-sur-Yon     |
| 2015-2016 | Sangliers Arvernes de Clermont (1) | Jokers de Cergy-Pontoise       |
| 2016-2017 | Chevaliers du lac d'Annecy (4)     | Yétis du Mont-Blanc            |
| 2017-2018 | Éléphants de Chambéry (1)          | Vipers de Montpellier          |
| 2018-2019 | Sangliers Arvernes de Clermont (2) | Bouquetins du HCMP             |
| 2019-2020 | Non décerné                        | -                              |
| 2020-2021 | Non décerné                        | -                              |
| 2021-2022 | Pingouins de Morzine-Avoriaz (3)   | Bélougas de Toulouse-Blagnac   |
| 2022-2023 | Grizzlys de Vaujany                | Comètes de Meudon              |
| 2023-2024 | Ours de Villard-de-Lans            | Bouquetins du HCMP             |
| 2024-2025 | Lions de Lyon (1)                  | Vipers de Montpellier          |

## Équipes engagées
Les équipes engagées en Division 2 sont donc au nombre de vingt (dont quatre équipes réserves).
Elles sont réparties en deux poules de dix :
| Amiens II Angers II Amnéville Colmar La Roche-sur-Yon Reims Rouen II Annecy Clermont-Ferrand Vanoise Lyon Montpellier Roanne Toulouse-Blagnac Valence Vaujany Villard-de-Lans Légende · Poule A · Poule B |

| Courbevoie Évry Viry Paris |

| Club                       | Classement 2022-2023 | Entraîneur           | Patinoire                                                   | Capacité théorique |
| -------------------------- | -------------------- | -------------------- | ----------------------------------------------------------- | ------------------ |
| Français volants de Paris  | 3e                   | Jérôme Pourtanel     | Patinoire Sonja-Henie                                       | 500                |
| Phénix de Reims            | 9e                   | Ivan Bock            | Patinoire Albert 1er                                        | 700                |
| Coqs de Courbevoie         | 10e                  | Manuel Cuesta        | Patinoire municipale de Courbevoie                          | 700                |
| Dragons de Rouen II        | 12e                  | Ari Salo             | L'Île Lacroix                                               | 3 279              |
| Red Dogs d'Amnéville       | 14e                  | Jan Tlačil           | Patinoire du Centre de Loisirs                              | 550                |
| Ducs d'Angers II           | 15e                  | Pierre-Yves Albert   | Angers IceParc                                              | 3 586              |
| Jets d'Évry Viry           | 16e                  | Franck Ferey         | Patinoire des Lacs de l'Essonne Patinoire François Le Comte | 900 250            |
| Gothiques d'Amiens II      | 17e                  | Guillaume Mennessier | Coliseum                                                    | 2 882 à 3 400      |
| Titans de Colmar           | 18e                  | Tarik Chipaux        | Patinoire de Colmar                                         | 1 200              |
| Aigles de La Roche-sur-Yon | 1er (Division 3)     | Juraj Ocelka         | Complexe Arago                                              | 1 200              |

| Club                           | Classement 2022-2023 | Entraîneur          | Patinoire                                                                      | Capacité théorique |
| ------------------------------ | -------------------- | ------------------- | ------------------------------------------------------------------------------ | ------------------ |
| Vipers de Montpellier          | 14e (Division 1)     | Jan Dlouhý          | Patinoire Végapolis                                                            | 2 400              |
| Grizzlys de Vaujany            | 1er                  | David Alves Pereira | Patinoire de Vaujany                                                           | 900                |
| Bouquetins du HCMP             | 4e                   | Sylvain Codère      | Patinoire de Courchevel Patinoire de Méribel Patinoire de Pralognan-la-Vanoise | 1 000 2 500 1 800  |
| Renards de Roanne              | 6e                   | Éric Sarliève       | Patinoire Fontalon                                                             | 1 350              |
| Ours de Villard-de-Lans        | 7e                   | Eric Medeiros       | Patinoire André Ravix                                                          | 2 000              |
| Chevaliers du lac d'Annecy     | 8e                   | Stéphane Barin      | Complexe Jean Régis                                                            | 1 650              |
| Bélougas de Toulouse-Blagnac   | 11e                  | Eddy Martin-Whalen  | Patinoire Jacques-Raynaud Patinoire Alex Jany                                  | 1 200 981          |
| Lynx de Valence                | 13e                  | Thibaud Saintecroix | Le Polygone                                                                    | 1 000              |
| Sangliers Arvernes de Clermont | 19e                  | Juho-Matias Autio   | Patinoire Clermont Communauté                                                  | 2 500              |
| Lions de Lyon                  | 2e (Division 3)      | Damien Raux         | Patinoire Charlemagne                                                          | 4 200              |

Légende des couleurs
- Relégué de Division 1 2022-2023
- Promu de Division 3 2022-2023